# Pseudopterorthochaetes machadoi
Pseudopterorthochaetes machadoi is een keversoort uit de familie Hybosoridae. De wetenschappelijke naam van de soort is voor het eerst geldig gepubliceerd in 1970 door Martínez.